# Герб Коношского района
Герб Коношского района — герб одного из муниципальных районов Архангельской области.

## Описание герба
«В червлёном (красном) поле идущий серебряный конь с золотыми наперстью, подпругой и чепраком, несущий два золотых круглых плетеных короба с крышками, один из которых больше».

## Обоснование символики
Обоснование символики герба Коношскогой района: Посёлок Коноша был образован в 1898 году при строительстве железной дороги Вологда-Архангельск. Имя посёлок получил по реке Коноше, название которой финно-угорского происхождения. Поскольку значение древнего названия было утеряно, появилось народное толкование Коноши, как сочетания слов «конь» и «ноша». Такая трактовка быстро прижилась потому, что через территорию района издавна проходили ямщицкие тракты.
Название района отражено центральной фигурой композиции герба — конём, несущим на спине плетёный короб, что делает герб гласным и в геральдике считается классическим способом создания герба. В геральдике конь является символом выносливости, трудолюбия, движения, стремления вперёд. Серебряный конь с ношей символизирует Коношу как крупный транспортный железнодорожный узел.
Серебро (белый) — символ чистоту, мудрость, благородство, мир.
Золото (жёлтый) — символ прочность, надёжность, стабильность.
Червлёный (красный) цвет — символ труда, красоты, силы, мужества.
Герб утвержден решением сессии муниципального Совета от 26 августа 2004 № 205
Герб внесен в Государственный геральдический регистр Российской Федерации под № 1535